# Major League Soccer de 2025
A Major League Soccer de 2025 é a 30ª temporada da Major League Soccer (MLS), a principal liga de futebol dos Estados Unidos e do Canadá, e a 47ª temporada geral de uma liga nacional de primeira divisão nos Estados Unidos. A temporada regular começou em 22 de fevereiro.
A MLS se expandiu para 30 clubes nesta temporada com a adição do San Diego FC, um time de expansão concedido em 2023. Houve uma pausa para a Copa do Mundo de Clubes da FIFA de 2025 e a Copa Ouro da CONCACAF de 2025 no final de junho. O San Jose Earthquakes sediará o D.C. United em 6 de abril de 2025, o 30º aniversário da partida inaugural da MLS disputada por ambos os times.

## Formato
Cada um dos 30 clubes da MLS jogará 34 partidas na temporada regular da MLS, com 17 jogos em casa e 17 fora. Todos os clubes das Conferência Leste jogarão contra todos os adversários intraconferência duas vezes e seis adversários entre conferências uma vez. Os clubes da Conferência Oeste jogarão contra todos os adversários intraconferência duas vezes, um a dois adversários intraconferência adicionais uma vez, e seis a sete adversários entre conferências diferentes uma vez.
| Os critérios de desempate são, nessa ordem: 1. Pontos 2. Total de vitórias 3. Saldo de gols 4. Gols marcados 5. Menos pontos disciplinários 6. Gols marcador como visitante 7. Gols marcados como mandante 8. Cara ou coroa (2 times) ou sorteio (3 ou mais clubes) | Pontos disciplinários foram decididos como segue: 1. Falta (1 ponto) 2. Aviso da área técnica (2 pontos) 3. Cartão amarelo (3 pontos) 4. Segundo cartão amarelo (7 pontos) 5. Cartão vermelho (7 pontos) 6. Demissão do técnico (7 pontos) 7. Alguma disciplina suplementar (8 pontos) |

Após o fim da temporada regular da MLS, os sete melhores  clubes de cada Conferência se classificarão automaticamente para a primeira rodada das eliminatórias. Os dois próximos clubes em cada classificação das Conferências se classificarão para uma partida única pré-eliminatória, com os vencedores de cada jogo ganhando vagas para a primeira rodada. Se o placar de um jogo das pré-eliminatórias estiver empatado no final do tempo regulamentar, não haverá prorrogação e os clubes participarão de uma disputa de pênaltis para determinar o vencedor.
A primeira rodada será disputada entre dois times de mesma Conferência com base em suas posições na classificação das Conferências, com o melhor colocado enfrentando o pior, e assim por diante. Constitui em uma série de duas partidas (em casa e fora), podendo haver uma terceira partida de desempate. O clube melhor colocado sedia a primeira partida e, se necessário, a terceira partida de desempate. 
Após a primeira rodada, os vencedores avançam para uma série de partidas únicas nas Semifinais das Conferências, Finais de Conferência (onde se determina os campeões de cada Conferência) e por fim, na partida final do ápice da temporada, a MLS Cup. Os anfitriões dessas partidas são sempre os clubes com melhor desempenho na temporada regular.

## Equipes
| Clube                  | Localização                        | Estádio                    | Capacidade | Treinador                  |
| ---------------------- | ---------------------------------- | -------------------------- | ---------- | -------------------------- |
| Atlanta United         | Atlanta, Geórgia                   | Mercedez-Benz Stadium      | 72.035     | Ronny Deila                |
| Austin FC              | Austin, Texas                      | Q2 Stadium                 | 20.500     | Nico Estévez               |
| CF Montréal            | Montreal, Quebec                   | Estádio Saputo             | 19.000     | Marco Donadel              |
| Charlotte FC           | Charlotte, Carolina do Norte       | Bank of America Stadium    | 73.778     | Dean Smith                 |
| Chicago Fire           | Bridgeview, Illinois               | Soldier Field              | 61.500     | Gregg Berhalter            |
| Colorado Rapids        | Commerce City, Colorado            | Dick's Sporting Goods Park | 18.061     | Chris Armas                |
| Columbus Crew          | Columbus, Ohio                     | Lower.com Field            | 20.000     | Wilfried Nancy             |
| D.C. United            | Washington, D.C.                   | Audi Field                 | 20.000     | Troy Lesesne               |
| FC Cincinnati          | Cincinnati, Ohio                   | TQL Stadium                | 26.000     | Pat Noonan                 |
| FC Dallas              | Frisco, Texas                      | Toyota Stadium             | 20.500     | Eric Quill                 |
| Houston Dynamo         | Houston, Texas                     | Shell Energy Stadium       | 22.039     | Ben Olsen                  |
| Inter Miami            | Fort Lauderdale, Flórida           | Chase Stadium              | 21.550     | Javier Mascherano          |
| LA Galaxy              | Carson, Califórnia                 | Dignity Health Sports Park | 27.000     | Greg Vanney                |
| Los Angeles FC         | Los Angeles, Califórnia            | BMO Stadium                | 22.000     | Steven Cherundolo          |
| Minnesota United       | Saint Paul, Minnesota              | Allianz Field              | 19.600     | Eric Ramsay                |
| Nashville SC           | Nashville, Tennessee               | GEODIS Park                | 30.000     | B. J. Callaghan            |
| New England Revolution | Foxborough, Massachusetts          | Gillette Stadium           | 68.756     | Caleb Porter               |
| New York City FC       | Cidade de Nova Iorque, Nova Iorque | Yankee Stadium             | 30.321     | Pascal Jansen              |
| New York Red Bulls     | Harrison, Nova Jérsei              | Sports Illustrated Stadium | 25.000     | Sandro Schwarz             |
| Orlando City           | Orlando, Flórida                   | Inter&Co Stadium           | 25.500     | Óscar Pareja               |
| Philadelphia Union     | Filadélfia, Pensilvânia            | Subaru Park                | 18.500     | Bradley Carnell            |
| Portland Timbers       | Portland, Oregon                   | Providence Park            | 25.218     | Phil Neville               |
| Real Salt Lake         | Sandy, Utah                        | America First Field        | 20.213     | Pablo Mastroeni            |
| San Diego FC           | San Diego, Califórnia              | Snapdragon Stadium         | 35.000     | Mikey Varas                |
| San Jose Earthquakes   | San José, Califórnia               | PayPal Park                | 18.000     | Bruce Arena                |
| Seattle Sounders       | Seattle, Washington                | Lumen Field                | 37.722     | Brian Schmetzer            |
| Sporting Kansas City   | Kansas City, Missouri              | Children's Mercy Park      | 21.000     | Kerry Zavagnin             |
| St. Louis City         | St. Louis, Missouri                | Energizer Park             | 22.500     | David Critchley (interino) |
| Toronto FC             | Toronto, Ontário                   | BMO Field                  | 30.991     | Robin Fraser               |
| Vancouver Whitecaps    | Vancouver, Colúmbia Britânica      | BC Place                   | 54.500     | Jesper Sørensen            |

## Temporada regular

### Classificação das conferências
Conferência Leste
| Pos | Equipe                 | Pts | J  | V  | E | D  | GP | GC | SG  | Classificação                                         |
| --- | ---------------------- | --- | -- | -- | - | -- | -- | -- | --- | ----------------------------------------------------- |
| 1   | Cincinnati             | 42  | 21 | 13 | 3 | 5  | 33 | 27 | +6  | Classificado para a primeira rodada das eliminatórias |
| 2   | Nashville SC           | 41  | 21 | 12 | 5 | 4  | 37 | 23 | +14 | Classificado para a primeira rodada das eliminatórias |
| 3   | Philadelphia Union     | 40  | 21 | 12 | 4 | 5  | 35 | 21 | +14 | Classificado para a primeira rodada das eliminatórias |
| 4   | Columbus Crew          | 38  | 21 | 10 | 8 | 3  | 34 | 27 | +7  | Classificado para a primeira rodada das eliminatórias |
| 5   | Inter Miami            | 35  | 18 | 10 | 5 | 3  | 42 | 29 | +13 | Classificado para a primeira rodada das eliminatórias |
| 6   | Orlando City           | 34  | 21 | 9  | 7 | 5  | 39 | 28 | +11 | Classificado para a primeira rodada das eliminatórias |
| 7   | New York City          | 31  | 20 | 9  | 4 | 7  | 27 | 22 | +5  | Classificado para a primeira rodada das eliminatórias |
| 8   | New York Red Bulls     | 30  | 21 | 8  | 6 | 7  | 33 | 25 | +8  | Classificado para as pré-eliminatórias                |
| 9   | Chicago Fire           | 28  | 20 | 8  | 4 | 8  | 39 | 36 | +3  | Classificado para as pré-eliminatórias                |
| 10  | Charlotte FC           | 26  | 21 | 8  | 2 | 11 | 34 | 36 | −2  |                                                       |
| 11  | New England Revolution | 24  | 20 | 6  | 6 | 8  | 26 | 25 | +1  |                                                       |
| 12  | D.C. United            | 19  | 21 | 4  | 7 | 10 | 17 | 39 | −22 |                                                       |
| 13  | Atlanta United         | 18  | 20 | 4  | 6 | 10 | 22 | 37 | −15 |                                                       |
| 14  | Toronto FC             | 17  | 20 | 4  | 5 | 11 | 23 | 28 | −5  |                                                       |
| 15  | CF Montréal            | 14  | 21 | 3  | 5 | 13 | 18 | 40 | −22 |                                                       |

Conferência Oeste
| Pos | Equipe               | Pts | J  | V  | E | D  | GP | GC | SG  | Classificação                                         |
| --- | -------------------- | --- | -- | -- | - | -- | -- | -- | --- | ----------------------------------------------------- |
| 1   | San Diego FC         | 39  | 21 | 12 | 3 | 6  | 44 | 29 | +15 | Classificado para a primeira rodada das eliminatórias |
| 2   | Vancouver Whitecaps  | 38  | 20 | 11 | 5 | 4  | 35 | 22 | +13 | Classificado para a primeira rodada das eliminatórias |
| 3   | Minnesota United     | 37  | 21 | 10 | 7 | 4  | 35 | 24 | +11 | Classificado para a primeira rodada das eliminatórias |
| 4   | Portland Timbers     | 33  | 20 | 9  | 6 | 5  | 30 | 28 | +2  | Classificado para a primeira rodada das eliminatórias |
| 5   | Seattle Sounders     | 30  | 20 | 8  | 6 | 6  | 28 | 26 | +2  | Classificado para a primeira rodada das eliminatórias |
| 6   | Los Angeles FC       | 29  | 18 | 8  | 5 | 5  | 33 | 24 | +9  | Classificado para a primeira rodada das eliminatórias |
| 7   | San José Earthquakes | 28  | 21 | 7  | 7 | 7  | 41 | 33 | +8  | Classificado para a primeira rodada das eliminatórias |
| 8   | Houston Dynamo       | 26  | 21 | 7  | 5 | 9  | 29 | 34 | −5  | Classificado para as pré-eliminatórias                |
| 9   | Austin FC            | 26  | 20 | 7  | 5 | 8  | 15 | 28 | −13 | Classificado para as pré-eliminatórias                |
| 10  | Colorado Rapids      | 26  | 22 | 7  | 5 | 10 | 24 | 33 | −9  |                                                       |
| 11  | Sporting Kansas City | 23  | 21 | 6  | 5 | 10 | 33 | 38 | −5  |                                                       |
| 12  | Real Salt Lake       | 22  | 20 | 6  | 4 | 10 | 22 | 28 | −6  |                                                       |
| 13  | FC Dallas            | 21  | 20 | 5  | 6 | 9  | 27 | 37 | −10 |                                                       |
| 14  | St. Louis City SC    | 15  | 21 | 3  | 6 | 12 | 21 | 34 | −13 |                                                       |
| 15  | LA Galaxy            | 12  | 21 | 2  | 6 | 13 | 22 | 42 | −20 |                                                       |

## Eliminatórias
Os times com melhor classificação hospedam partidas únicas de eliminação, com o anfitrião da MLS Cup determinado pelos pontos gerais na tabela do Supporter's Shield. Durante as rodadas em melhor de três, o time com melhor classificação hospeda a primeira partida e a terceira partida, se necessário.

### Pré-eliminatórias
| Pote | Equipe 1 | Resultado | Equipe 2 | Pote |
| ---- | -------- | --------- | -------- | ---- |
|      |          |           |          |      |
|      |          |           |          |      |

### Primeira rodada
| Pote              | Equipe 1          | Resultado total   | Equipe 2          | Pote              |  | Jogo 1 | Jogo 2 | Jogo 3 |
| Conferência Leste | Conferência Leste | Conferência Leste | Conferência Leste | Conferência Leste |  |        |        |        |
| ----------------- | ----------------- | ----------------- | ----------------- | ----------------- |  | ------ | ------ | ------ |
|                   |                   |                   |                   |                   |  |        |        |        |
|                   |                   |                   |                   |                   |  |        |        |        |
|                   |                   |                   |                   |                   |  |        |        |        |
|                   |                   |                   |                   |                   |  |        |        |        |
| Conferência Oeste |                   |                   |                   |                   |  |        |        |        |
|                   |                   |                   |                   |                   |  |        |        |        |
|                   |                   |                   |                   |                   |  |        |        |        |
|                   |                   |                   |                   |                   |  |        |        |        |
|                   |                   |                   |                   |                   |  |        |        |        |

### Esquema final
|  | Semifinais das Conferências | Semifinais das Conferências | Semifinais das Conferências |  |  | Finais das Conferências | Finais das Conferências | Finais das Conferências |  |  | MLS Cup | MLS Cup | MLS Cup |  |
|  |                             |                             |                             |  |  |                         |                         |                         |  |  |         |         |         |  |
|  |                             |                             |                             |  |  |                         |                         |                         |  |  |         |         |         |  |
|  |                             |                             |                             |  |  |                         |                         |                         |  |  |         |         |         |  |
|  |                             |                             |                             |  |  |                         |                         |                         |  |  |         |         |         |  |
|  |                             |                             |                             |  |  |                         |                         |                         |  |  |         |         |         |  |
|  | Conferência Leste           |                             |                             |  |  |                         |                         |                         |  |  |         |         |         |  |
|  |                             |                             |                             |  |  |                         |                         |                         |  |  |         |         |         |  |
|  |                             |                             |                             |  |  |                         |                         |                         |  |  |         |         |         |  |
|  |                             |                             |                             |  |  |                         |                         |                         |  |  |         |         |         |  |
|  |                             |                             |                             |  |  |                         |                         |                         |  |  |         |         |         |  |
|  |                             |                             |                             |  |  |                         |                         |                         |  |  |         |         |         |  |
|  |                             |                             |                             |  |  |                         |                         |                         |  |  |         |         |         |  |
|  |                             |                             |                             |  |  |                         |                         |                         |  |  |         |         |         |  |
|  |                             |                             |                             |  |  |                         |                         |                         |  |  |         |         |         |  |
|  |                             |                             |                             |  |  |                         |                         |                         |  |  |         |         |         |  |
|  |                             |                             |                             |  |  |                         |                         |                         |  |  |         |         |         |  |
|  |                             |                             |                             |  |  |                         |                         |                         |  |  |         |         |         |  |
|  | Conferência Oeste           |                             |                             |  |  |                         |                         |                         |  |  |         |         |         |  |
|  |                             |                             |                             |  |  |                         |                         |                         |  |  |         |         |         |  |
|  |                             |                             |                             |  |  |                         |                         |                         |  |  |         |         |         |  |
|  |                             |                             |                             |  |  |                         |                         |                         |  |  |         |         |         |  |
|  |                             |                             |                             |  |  |                         |                         |                         |  |  |         |         |         |  |